# 呉天佑
呉天佑（朝鮮語: 오천우）は、李氏朝鮮の文官であり、朝鮮氏族の長興呉氏の始祖である。号は靑巖。
新羅智証王の時に中国から新羅に渡来した呉瞻の24代子孫である宝城呉氏の始祖の呉賢弼の7代子孫である。
呉天佑は、李氏朝鮮太宗の時に文科及第し、司諫院、大司諫、全羅兵馬節度使を任官し、長興君に封じられた。